# Amt Streitberg
Koordinaten: 50° N, 11° O

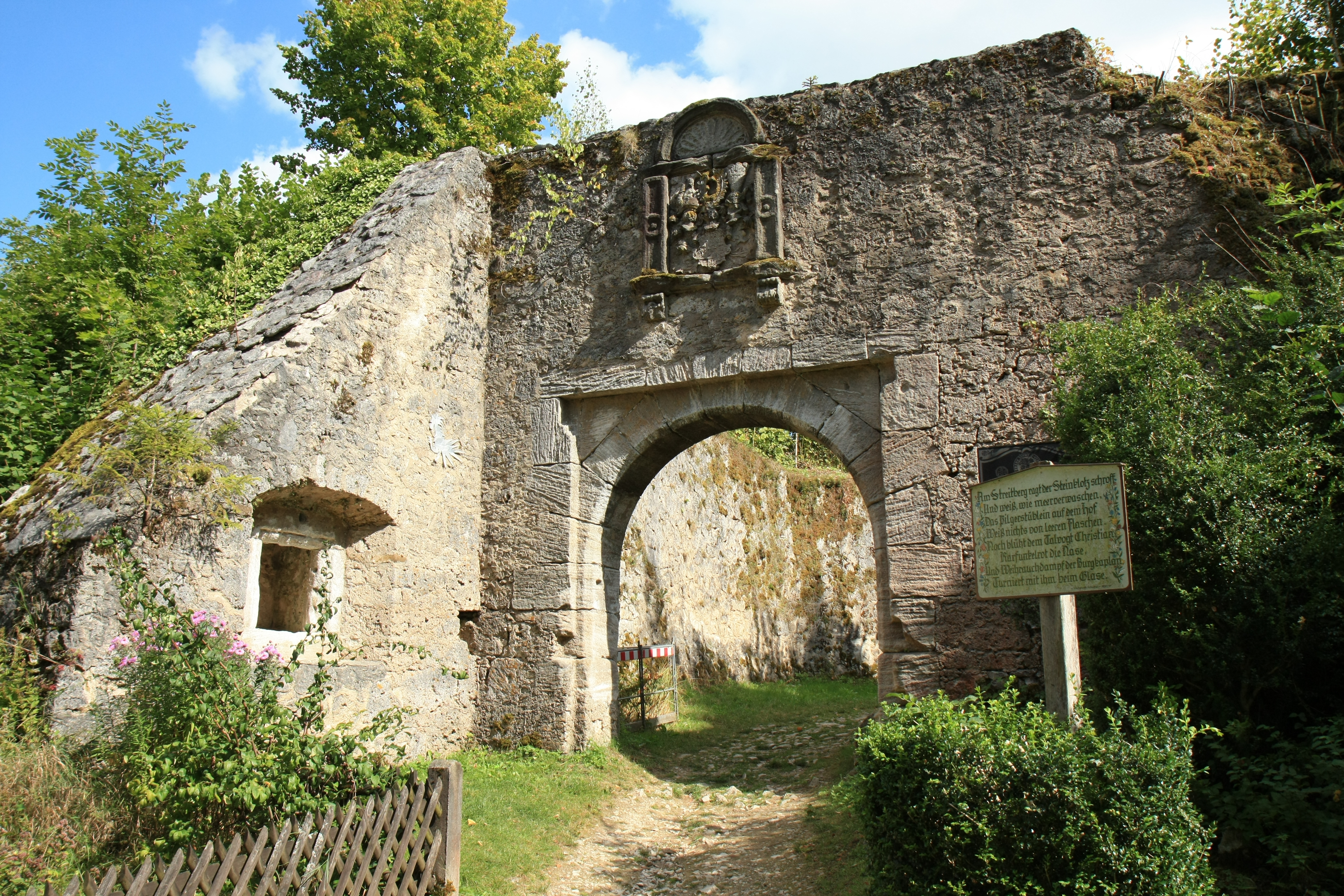
Die Burgruine Streitburg, der ehemalige Verwaltungssitz des Amtes Streitberg

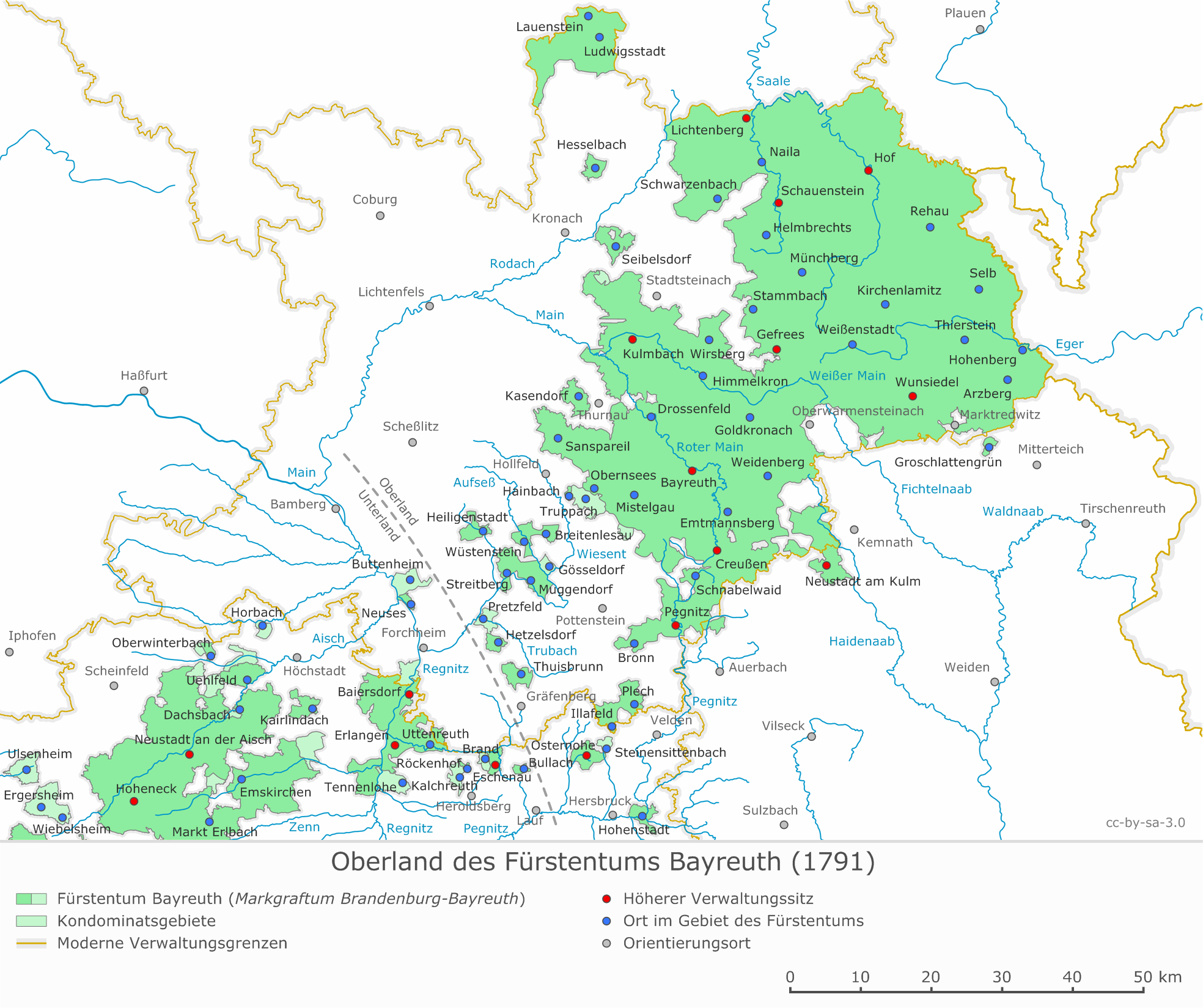
Das Oberland des Fürstentums Bayreuth mit dem Amt Streitberg im Südwesten

Das Amt Streitberg war ein Verwaltungsgebiet des auch als Markgraftum Brandenburg-Bayreuth bezeichneten Fürstentums Bayreuth.

## Geografie
Das Amt Streitberg gehörte zur unteren Verwaltungsebene des Fürstentums und war eine Exklave, die dem Kerngebiet des brandenburg-bayreuthischen Oberlandes südwestlich vorgelagert war.

## Geschichte
1791/1792 wurde das Amt Streitberg preußisch, nachdem der letzte hohenzollernsche Markgraf Karl Alexander gegen eine Leibrente auf seine Herrschaftsgebiete verzichtet und diese an das von seinen königlichen Verwandten regierte Königreich Preußen übergeben hatte. Das Königreich bildete aus diesen zersplitterten Gebietsteilen das von Ansbach aus verwaltete Territorium Ansbach-Bayreuth. Im Rahmen des mit dem Kurfürstentum Bayern abgeschlossenen Hauptlandesvergleichs trat das preußische Königreich dann unter anderem das gesamte Amt Streitberg an das Kurfürstentum ab, wodurch dieses bayerisch wurde.

## Struktur
Die Verwaltung des Amtes Streitberg bestand aus einem Vogteiamt, einem Steueramt und einem Kastenamt. Das Kastenamt war der Amtsverwaltung Sankt Georgen unterstellt und bildete zusammen mit dieser einen Teil der Amtshauptmannschaft Bayreuth.